# Кириллов, Иван Акимович
Иван Акимович Кириллов (1891—1974) — советский общественный деятель и учёный; доктор экономических наук, профессор.

## Биография
Родился 19 сентября (1 октября по новому стилю) 1891 года в Москве в старообрядческой семье Акима (Иоакима) Трофимовича Кириллова (1866—1941)
Московское императорское мужское коммерческое училище окончил с отличием, получил золотую медаль из рук старшего сына А. С. Пушкина — Александра Александровича, русского генерала, заведующего учебной частью училища. Затем учился в Коммерческом институте по отделу местного хозяйства, по окончании которого работал в Московской городской управе по полученной специальности — местные финансы.
В 1911—1912 годах был секретарем и представлял в Москве общестарообрядческий журнал «Старая Русь», выходивший в Риге. Основная проблематика исследований Кириллова — старообрядческая этика в истории развития капитализма России. После Октябрьской революции на страницах журнала «Голос Церкви» появился его цикл статей, посвященный проблемам старообрядческого воспитания.
В 1920-х годах Иван Акимович отошёл от церковно-общественной жизни и старообрядческой публицистики, посвятив себя экономической науке. Он написал много учебных пособий, научных трудов, отдельных исследований. С 1955 года — доктор экономических наук (диссертация «Основные и оборотные средства социалистической промышленности (источники и образования)» защищена в 1954 году). Много лет работал преподавателем Московского инженерно-экономического института им. Серго Орджоникидзе (ныне — Государственный университет управления), был заведующим кафедрой финансирования и кредитования промышленности, профессором.
Умер 1 января 1974 года.

## Труды
Свои основные работы И. А. Кириллов публиковал в журналах «Церковь», «Слово Церкви», «Старообрядческая мысль». В их числе:
- Городские ломбарды. — М., 1914;
- Статистика старообрядчества. — М., 1913;
- Третий Рим. Очерк исторического развития русского мессианизма. М., 1914;
- Счетоводство городских ломбардов. — М., 1916;
- Правда старой веры. — М., 1916.
- Современное старообрядчество и его задачи. Никулино (Бронницкого уезда Московской губ.), 1918 (единственный опубликованный выпуск второй большой книги И. А. Кириллова, по замыслу продолжавшей «Правду старой веры»).
- «Благодарю Бога, что привел мне родиться в старообрядческой семье»: Письма Я. Л. Барскову, 1917—1918 гг. // Во время оно…: История старообрядчества в свидетельствах и док-тах. М., 2007. Вып. 4. С. 185—192.
- От «Третьего Рима» к «Правде старой веры»: Письма С. П. Мельгунову, М. О. Гершензову, Ф. Е. Мельникову, В. Г. Дружинину, еп. Александру (Богатенкову) // Во время оно…: История старообрядчества в свидетельствах и док-тах. М., 2012. Вып. 6. С. 155—162.

## Награды
- Орден Ленина (1953).